# Dendropanax chevalieri
Dendropanax chevalieri är en araliaväxtart som först beskrevs av René Viguier, och fick sitt nu gällande namn av Elmer Drew Merrill. Dendropanax chevalieri ingår i släktet Dendropanax och familjen Araliaceae. Inga underarter finns listade.